# 吳命新
吳命新（?—?），山西省汾州府臨縣人，清朝政治人物、進士出身。
光緒二十一年（1895年），参加光緒乙未科殿試，登進士二甲52名。同年五月，以主事分部学习。